# Бараново (гміна)
Бараново (гміна) (пол. Gmina Baranowo) — сільська гміна у центральній Польщі. Належить до Остроленцького повіту Мазовецького воєводства.
Станом на 31 грудня 2011 у гміні проживало 6848 осіб.

## Площа
Згідно з даними за 2007 рік площа гміни становила 198.19 км², у тому числі:
- орні землі: 63.00%
- ліси: 29.00%

Таким чином, площа гміни становить 9.44% площі повіту.

## Населення
Станом на 31 грудня 2011:
| Опис     | Загалом | Загалом | Чоловіки | Чоловіки | Жінки | Жінки |
| -------- | ------- | ------- | -------- | -------- | ----- | ----- |
| одиниця  | осіб    | %       | осіб     | %        | осіб  | %     |
| все      | 6848    | 100     | 3438     | 50.20    | 3410  | 49.80 |
| міське   | 0       | 100     | 0        |          | 0     |       |
| сільське | 6848    | 100     | 3438     | 50.20    | 3410  | 49.80 |

## Сусідні гміни
Бараново (гміна) межує з такими гмінами: Єднорожець, Кадзідло, Красносельц, Леліс, Мишинець, Ольшево-Боркі, Хожеле, Чарня.